# حیدر شفیعی
حیدرخان شفیعی نمایندۀ سرآب و میانه در دوره هجدهم مجلس شورای ملی بود.
شفیعی از اعضای انجمن شهر سرآب بود که پس از خروج فرقه دموکرات از این شهر تا رسیدن ارتش در آذر ۱۳۲۵ شهر را اداره کردند. او در انتخابات دوره هجدهم مجلس شورای ملی در نهم بهمن ۱۳۳۲ به نمایندگی سرآب و میانه برگزیده شد.
در شهریور ۱۳۸۹ شهرداری سرۀب خانه او را که از آثار تاریخی شهر به‌شمار می‌رفت، تخریب کرد.